# Championnat de Belgique masculin de handball 1969-1970
Navigation
Division 1 1968-1969 Division 1 1970-1971
La saison 1969-1970 du Championnat de Belgique de handball fut la 12e édition de la plus haute division belge de handball. 

## Participants
| - ROC Flémalle - Unif - KV Sasja HC - Sparta Aalst - HC Amay - Elita Lebbeke |  | - Progrès HC Seraing - HC Inter Herstal - Avia Woluwe - EV Aalst - JS Herstal - KAV Dendermonde |

## Classement final
| Rang        | Équipe       |
| ----------- | ------------ |
| 1er         | ROC Flémalle |
| 2e          | ?            |
| 3e/4e       | ?            |
| 4e/5e       | ?            |
| 3e/4e/5e/6e | ?            |
| 5e/6e       | ?            |
| 7e          | ?            |
| 8e          | ?            |
| 9e          | ?            |
| 10e         | ?            |
| 11e         | ?            |
| 12e         | ?            |

|                 | Champion de Belgique                   |
|                 | Relégués en division 2                 |
| (T)             | Tenant du titre                        |
| en augmentation | Promu de début de saison en Division 1 |